# George Tiller
George Tiller (8 de agosto de 1941 – 31 de mayo de 2009) fue un médico estadounidense de Wichita, Kansas. Era director médico de Women's Health Care Services, una de las tres clínicas en todo el país que proporcionaba los servicios de abortos terapéuticos tardíos.
Durante su trabajo en el centro, que comenzó en 1975 tras continuar la carrera de su padre, Tiller fue blanco frecuente de protestas y actos violentos por parte de grupos provida. Luego de que la clínica sufrió un ataque incendiario en 1986, Tiller recibió disparos en ambos brazos por parte de la extremista Shelley Shannon en 1993. Posteriormente, el 31 de mayo de 2009, el extremista Scott Roeder le disparó al médico de forma fatal en el costado de su cabeza, mientras Tiller asistía a una misa. Roeder fue condenado por el delito de homicidio el 29 de enero de 2010, recibiendo la pena de cadena perpetua.